# Jacques Lacarrière (Eishockeyspieler)
Jacques Lacarrière (* 12. September 1906 in Paris; † 28. Juli 2005 ebenda) war ein französischer Eishockeyspieler und Sportfunktionär. Seine Söhne Philippe und Thierry waren ebenfalls professionelle Eishockeyspieler.

## Karriere
Jacques Lacarrière spielte zwischen 1928 und 1938 für die französische Eishockeynationalmannschaft und nahm für diese an den Olympischen Winterspielen 1928 in St. Moritz und 1936 in Garmisch-Partenkirchen teil sowie an den Eishockey-Weltmeisterschaften 1930, 1932, 1934, 1935 und 1937. Insgesamt absolvierte er 53 Länderspiele für sein Heimatland, von denen er 28 als Mannschaftskapitän bestritt.

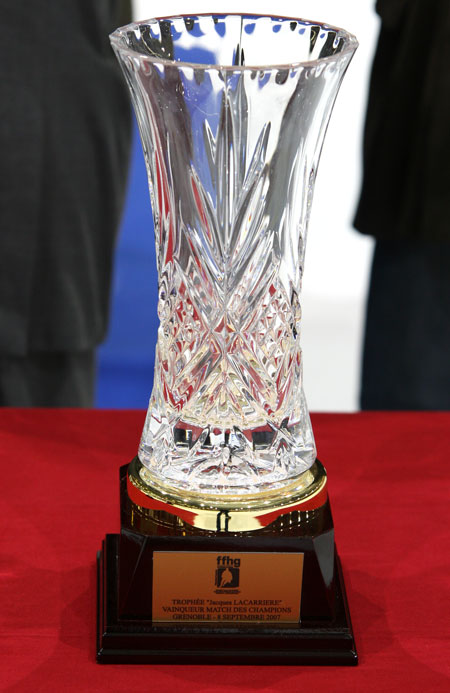
Die Trophée Jacques Lacarrière

In der französischen Meisterschaft spielte er von 1928 bis 1931 für den Club Sportive d’Hiver de Paris. 1933 gründete er den Verein Français Volants de Paris, der in den 1930er Jahren große Popularität in Frankreich genoss. Mit der Mannschaft gewann er als Spieler in den Jahren 1936, 1937 und 1938 drei Mal in Folge den französischen Meistertitel. Mit seiner Mannschaft gewann er fünf Mal die Meisterschaft der Stadt Paris. Zudem förderte er bereits Mitte der 1930er Jahre mit der Gründung von Eishockeyschulen für Kinder und Jugendliche die Entwicklung des französischen Eishockeys.
Im Jahr 1941 gehörte Jacques Lacarrière zu den Gründungsmitgliedern des französischen Eissportverbandes Fédération française des sports de glace, dessen Vizepräsident und Generalsekretär er zeitweise war. Von 1945 bis 1960 war er Präsident des nationalen Eishockeykomitees und vertrat Frankreich zwischen 1947 und 1964 bei 25 Kongressen der IIHF.
Lacarrière wurde 1998 als zweiter Franzose überhaupt nach Louis Magnus – als Spieler – in die IIHF Hall of Fame aufgenommen. Im Jahr 2008 folgte die Aufnahme in die neu gegründete französische Hockey Hall of Fame. Zu seinen Ehren erhält der Gewinner der Trophée des Champions zwischen dem französischen Meister und dem Sieger der Coupe de France die „Trophée Jacques Lacarrière“. Zudem wurde er 2007 in die nationale Ruhmeshalle Gloires du Sport gewählt, in der die besten französischen Sportler aller Zeiten durch Journalisten ausgewählt werden. Im Rang des Chevalier erhielt er den Ordre national du Mérite.

## Erfolge und Auszeichnungen
| - 1936 Französischer Meister mit den Français Volants de Paris - 1937 Französischer Meister mit den Français Volants de Paris - 1938 Französischer Meister mit den Français Volants de Paris | - 1998 Aufnahme in die IIHF Hall of Fame - 2007 Aufnahme in die Gloires du Sport - 2008 Aufnahme in den Temple de la renommée du hockey français |